# Vila s lékárnou (Luhačovice)
Vila s lékárnou (též vila Lékárna, vila Austria nebo U Najády) je neorenesanční vila v Luhačovicích.

## Historie
Stavba byla vybudována v letech 1884–87 stavitelem H. Tauberem pro lékárníka Ignáce Seicherta. Po něm byl vlastníkem vily Hugo Tauber (Traub) a poté František Toman. V roce 1950 byl dům znárodněn, do soukromého vlastnictví se vrátil až po roce 1989.
Od roku 2000 je vila kulturní památkou. Ve 21. století probíhala v etapách (2009, 2015) rekonstrukce objektu. 

## Architektura
Jedná se o samostatně stojící dvoupodlažní dům na obdélníkovém půdorysu, se sedlovou střechou. Hlavní vstup, zvýrazněný balkonovým portikem, je umístěn ve východní fasádě a je přístupný po schodišti. Portikus je lemován kuželkovou balustrádou a na čtyřech sloupech leží kladí s triglyfy a na něm balkon. Nad vstupem je umístěn štít s Aeskulapovou holí, symbolem lékárníků – objekt byl projektován jako lékárna a dům pro lékárníka. Štít nad portikem je vyplněný dřevěnou dekorací, podobně jako další štíty domu. V západní fasádě zaujme mělký centrální dřevěný pavlačový portikus. Jižní průčelí má v patře uprostřed balkón s pultovou stříškou. Fasáda v přízemí je dekorována pásovou bosáží.

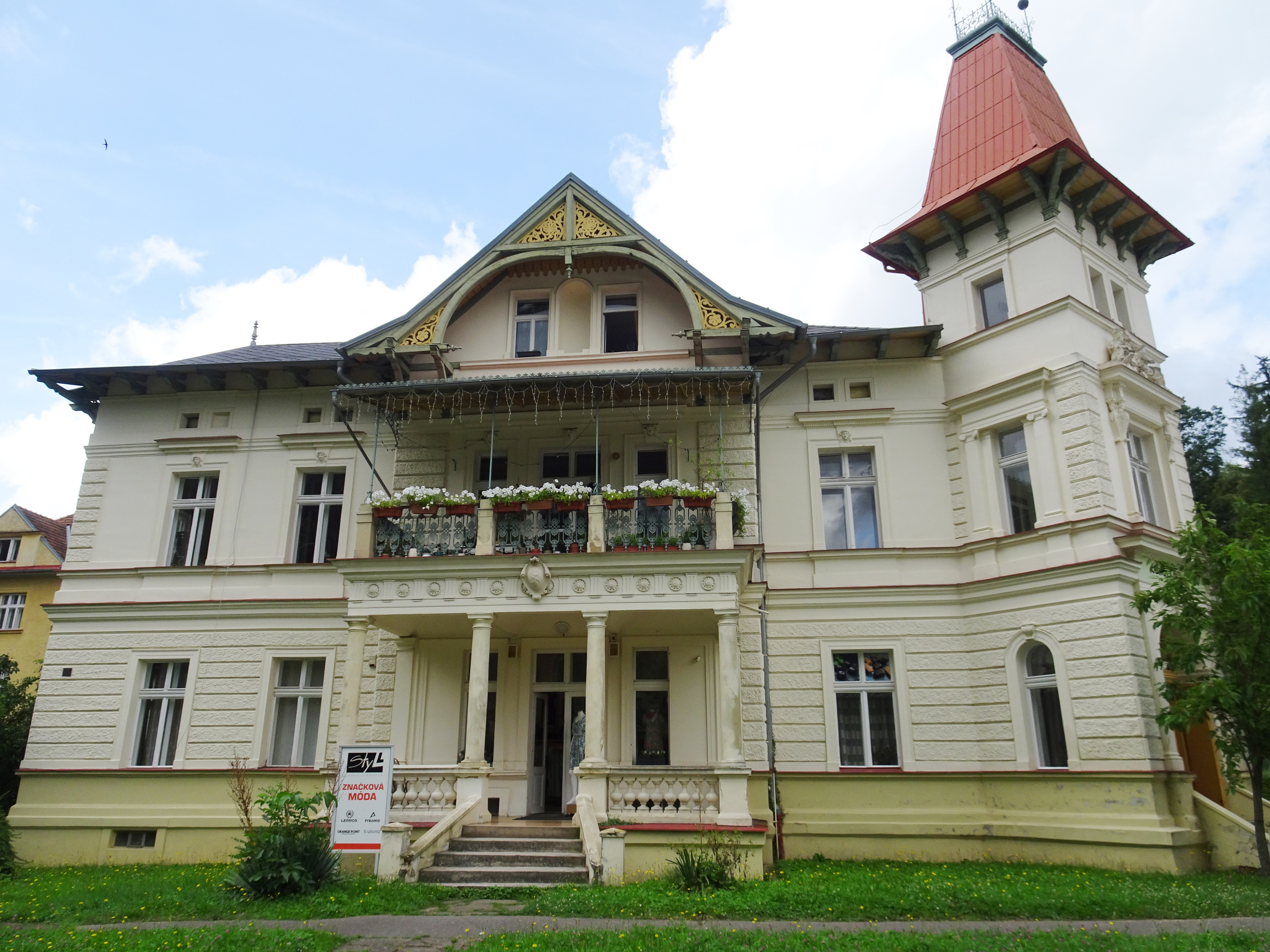

Nejnápadnějším prvkem stavby je čtyřboká věž na severovýchodním nároží. V jejím přízemí je vstupní portál s hlavou satyra v klenáku. Trojité okno v prvním patře má bohatě zdobenou suprafenestru: Mezi dvěma sedícími najádami je osobní znak Hugo Trauba. Na výrazně předsazené korunní římse je umístěna zkosená valbová střecha.
V interiéru vily je v původní podobě zachovaný prostor lékárny s fabionovým stropem. Dále je zachováno původní schodiště s litinovým zábradlím.